# Инга (приток Валы)
Инга́ — река в Удмуртии, правый приток Валы. Длина — 42 км, площадь её водосбора — 206 км², средний уклон — 2,2 м/км, скорость течения около 0,3 м/с. Ширина реки в среднем течении составляет 5 — 6 м, в низовьях 6 — 8 м.
Протекает по территории Сюмсинского и Вавожского районов Удмуртии. Исток находится в 1,5 км к востоку от села Сюмсиил Сюмсинского района, на высоте 180 м, течёт практически в меридиональном направлении, в основном в лесистой местности и впадает в Валу напротив деревни Валадор Вавожского района. Замерзает река, в среднем, в начале ноября, вскрытие происходит в середине апреля.
Название реки удмуртское, происходящее от окончания «га» — «вода» и само сократившееся до «инга» — элемента, образующего в языке названия гидронимов.

## Данные водного реестра
По данным государственного водного реестра России относится к Камскому бассейновому округу, водохозяйственный участок реки — Вятка от водомерного поста посёлка городского типа Аркуль до города Вятские Поляны, речной подбассейн реки — Вятка. Речной бассейн реки — Кама.
Код объекта в государственном водном реестре — 10010300512111100039573.